# Шарко, Жан-Батист
Жан-Батист Этьенн Огюст Шарко (фр. Jean-Baptiste Etienne Auguste Charcot; 15 июля 1867[…], Нёйи-сюр-Сен — 16 сентября 1936[…], Исландия) — французский полярный исследователь, океанограф, медик и спортсмен. Сын известного врача-психиатра Жана Мартена Шарко.

## Биография

### Ранние годы
По окончании школы и вплоть до смерти своего отца в 1893 году Шарко-младший много ассистировал ему в его медицинской работе, объехал множество стран (в том числе побывал и в России, где он находился со своим отцом, приглашённым на консультацию к императорскому двору). В 1888 году служил фельдшером в подразделении альпийских стрелков.

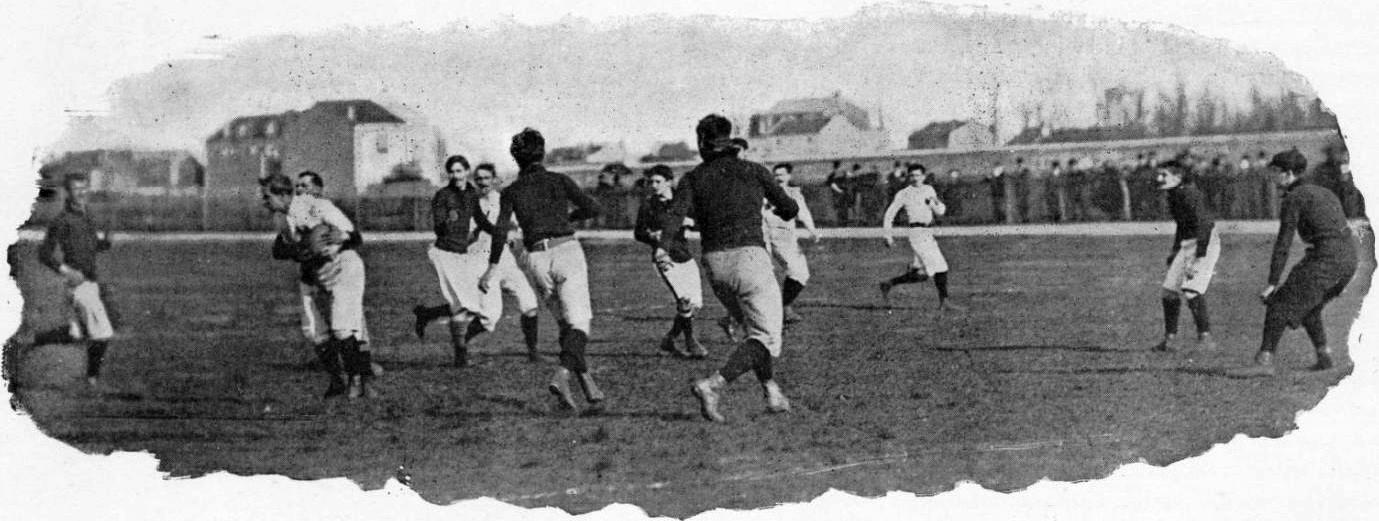
5 апреля 1896 года. «Стад Велодром», Курбевуа. Финал чемпионата Франции по регби 1895—1896

В 1895 году он защитил диссертацию доктора медицины «Прогрессирующая мышечная дистрофия». Одновременно Шарко много занимался спортом (бокс, фехтование) и в 1896 году стал чемпионом Франции по регби в составе клуба «Олимпик де Пари» (позже влился в «Расинг 92»), основателем которого он с друзьями и являлся. В состоявшемся 5 апреля 1896 года на стадионе «Стад Велодром» в Курбевуа финале чемпионата Франции по регби со счётом 12:0 была обыграна команда «Стад Франсе». В 1896 году Шарко женился на Жанне Гюго (внучке Виктора Гюго) после того, как она развелась с Леоном Доде.
В 1892 году Шарко приобрёл свою первую яхту и затем постепенно наращивал габариты парусных судов под своим началом и опыт руководства ими. В 1901 году он провёл ряд океанографических исследований в окрестностях Гебридских, Шетландских и Фарерских островов, в 1902 году получил звание морского офицера и доплыл до Исландии и острова Ян-Майен на своей шхуне «Роз-Мари». По его словам, находясь у этого острова, «праздный мореплаватель» с первого взгляда полюбил полярные районы и решил заняться их исследованием, для чего ему необходимо было обзавестись настоящим судном, способным выдержать полярные испытания.
В 1900 году Шарко принял участие в летних Олимпийских играх 1900 среди лодок водоизмещением до 0,5 тонн в парусном спорте на лодке «Quand-Même». Совместно с Робером Линзелье и ещё двумя участниками он пришёл в обоих гонках вторым и дважды выиграл серебряные медали.

### Первая антарктическая экспедиция

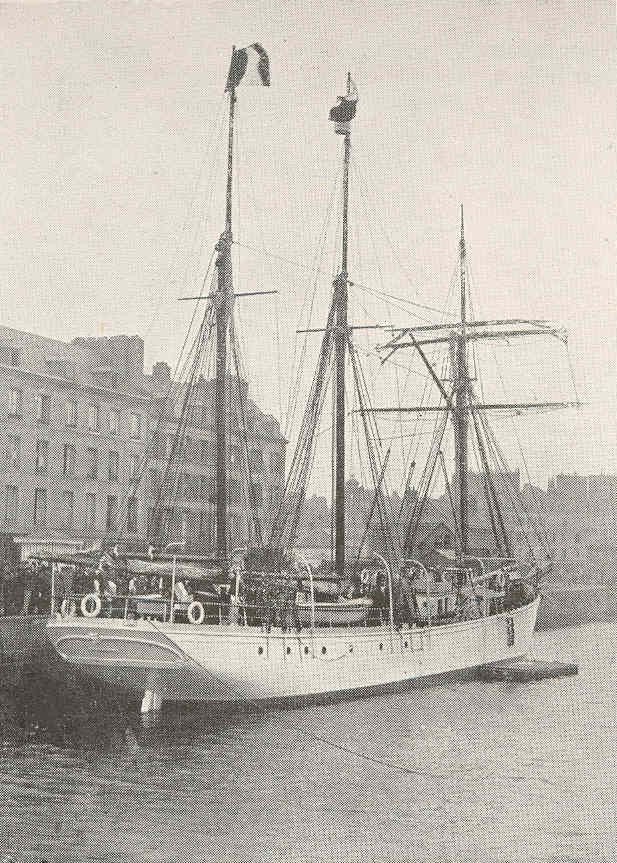
Шхуна «Француз»

В 1903 году Шарко возглавил французскую антарктическую экспедицию на трёхмачтовой шхуне «Француз» (фр. Français), построенной на верфи Сен-Мало. Это прочное трёхмачтовое судно имело 32 метра в длину (250 регистровых тонн), оборудована обшитым бронзой форштевнем. По замыслу Шарко она призвана была не резать лёд, наподобие округлого ножа, а как-бы «взбираться» на ледяной покров моря и крушить его своей массой, так как его вспомогательный двигатель, приобретённый по случаю в связи с нехваткой средств, развивал мощность всего 125 л. с. Первоначально Шарко хотел заняться исследованием Северного Ледовитого океана и в связи с этим готовил экспедицию в Арктику, к Северному полюсу. Он намеревался дойти до архипелага Новая Земля и попытаться обойти его летом 1903 года. Однако эти планы были скорректированы в связи с активными исследованиями Антарктиды, предпринятыми в эти годы другими странами, что вызвало озабоченность в правительственных, деловых и научных кругах Франции, опасающихся того, что страна может оказаться не у дел в сфере закрепления своих территориальных интересов при возможном разделе материка. Дело в том, что в период с 1901 по 1903 год состоялось несколько важных экспедиций, предпринятых представителями великих держав, стремящихся закрепить за собой те или иные сектора материка. Это время получило название «антарктический год», а писатель Жорж Блон охарактеризовал его как «гигантское ралли по южным холодным морям». Кроме того, в это время многие были обеспокоены судьбой экспедиции Отто Норденшёльда. В связи с нехваткой средств Шарко был вынужден продать картину Фрагонара из коллекции отца и, как он говорил позже, «занимался попрошайничеством», предпринимая малорезультативные демарши в поисках помощи в различных правительственных учреждениях и министерствах. Необходимая поддержка была оказана Стефаном Лозани, директором парижской газеты «Матен» (фр. Le Matin), который выделил 150 000 франков. Осенью 1903 года на своём судне Шарко во главе экспедиции, состоящей из девятнадцати членов, отправился в Южное полушарие, где на подходе к Буэнос-Айресу встретился с кораблём Норденшёльда, благополучно возвращавшимся в Европу. Французы решили продолжить своё антарктическое путешествие, и шведы подарили команде Шарко своих ездовых собак. В порту города Пунта-Аренас, который расположен на Огненной Земле, французы приобрели разборный домик для зимовки. 1 февраля 1904 года судно вошло в антарктические воды в районе Южных Шетландских островов. Попав в южный полярный шторм, судно пришвартовалось в удобной бухте Уондел на одноимённом острове, в западной части Земли Грейама, где команда благополучно перенесла зимовку, построив на берегу дом и склады. Первые собаки команды набросились на пингвинов и устроили настоящую бойню. Птицы бросились искать помощи у людей, прижимаясь к их ногам. Шарко приказал воспрепятствовать таким расправам, но многих искалеченных пингвинов пришлось прикончить, чтобы прекратить их мучения — таким образом был пополнен запас провианта. В ходе зимовки Шарко, который взял в экспедицию волшебный фонарь, проводил сеансы «кино», концерты и читал лекции на организованных им вечерних курсах. Французы покинули бухту Уондела 25 декабря 1904 года и взяли курс на юг. 15 января 1905 года судно проходило недалеко от айсберга и напоролось на скрытую подо льдом скалу, которая пробила обшивку, и в трюм стала прибывать вода. После проведённых ремонтных работ (всё это время воду приходилось откачивать вручную) команда в полном составе 4 марта 1905 года прибыла в аргентинский Пуэрто-Мадрин, где им сказали, что они уже числились в списках пропавших без вести. Из-за повреждений судно не могло пересечь Атлантический океан, и его выкупила Аргентина, после ремонта оно использовалось для снабжения антарктических портов. Шарко и его экипаж пересели на грузо-пассажирское судно «Альжери». Для встречи команды Шарко в Танжер был отправлен французский крейсер «Линуа», чтобы доставить их в Тулон. Когда они прибыли в Париж, на перроне им устроили торжественную встречу, на которой присутствовало несколько членов правительства и целая группа учёных. В общей сложности экспедиция продлилась около двух лет, Шарко исследовал и описал около 1000 километров береговой линии в районе островов Палмер и Биско возле Антарктического полуострова (помимо прочего, он дал название морю Беллинсгаузена и Земле Лубе) и привёз 75 ящиков материалов и экспонатов для парижского Музея естественной истории. Это путешествие получило международную известность, а в прессе уважительно писали о первой французской экспедиции в Антарктиду со времён Дюмон-Дюрвиля, который открыл в 1840 году Землю Адели. По возвращении во Францию Шарко развёлся с женой.

### Вторая антарктическая экспедиция
В 1907 году Шарко начал планировать новую антарктическую экспедицию и для этого на верфи в Сен-Мало заказал постройку нового судна. Это был «Пуркуа Па?» — трехмачтовый барк, предназначенный для полярных экспедиций, оборудованный двигателем и имевший три лаборатории и библиотеку. Барк был спущен на воду 18 июля 1908 года. В 1908—1910 годах Шарко провёл вторую антарктическую экспедицию, в ходе которой, помимо всего прочего, открыл остров Шарко (около 630 км², в 80 км от Земли Александра I), названный им в честь своего отца. Экспедицией были исследованы острова Земля Грейама и Земля Александра I. Между этими островами был открыт пролив, который назвали в честь русского ученого-океанографа Ю. М. Шокальского. Исследователями была обнаружена шестилучевая губка Scolymastra joubini, самый долгоживущий организм в животном мире (до 10 тыс. лет).

### Поздние годы
В 1911 году «Пуркуа Па?» был передан Высшей практической школе, где он стал плавучей лабораторией, а Шарко стал директором этой школы.
С началом Первой мировой войны Шарко первоначально служил в морском госпитале в Шербуре, но уже в 1915 году получил под командование противолодочный корабль (сперва британский, поскольку Франция не располагала своими, а затем французский, когда таковой был построен) и до конца войны занимался противолодочной обороной у берегов Бретани и Нормандии, был награждён орденами Франции и Великобритании.

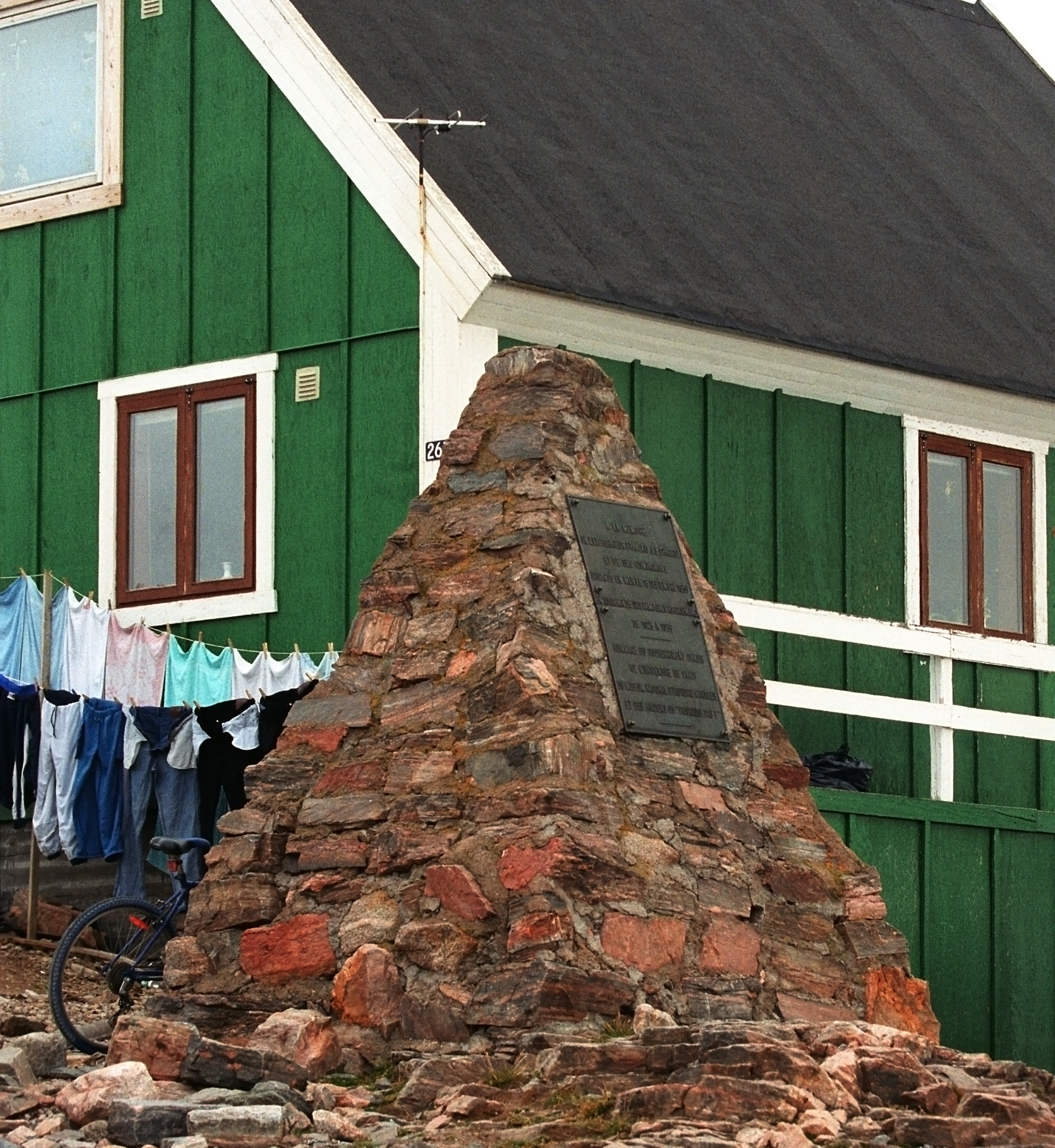
Обелиск в память о Жане-Батисте Шарко. Иттоккортоормиит, Гренландия

По окончании войны в 1918—1925 годах Шарко занимался литологическими исследованиями в европейских морях и прилегающих районах Атлантики, затем изучал восточное побережье Гренландии, в 1928 году участвовал в поисках пропавшей экспедиции Руаля Амундсена, в 1934—1936 годах вновь работал в Гренландии, занимаясь подготовкой материалов для экспедиции этнографа и исследователя Поля Эмиля Виктора вглубь острова. При возвращении из Гренландии, после захода в Рейкьявик, 16 сентября 1936 года судно попало в шторм и потерпело крушение на рифах у берегов Исландии, спасся лишь один матрос. Жан-Батист Шарко, погибший в море, 12 октября был погребён на парижском кладбище Монмартр.

## Признание
- Шарко был членом Французской академии наук (фр. l'Académie des sciences) с 1926 года.
- Член Французской академии медицинских наук (фр. l'Académie de Médecine).
- В 1929 году стал членом Французской военно-морской академии (фр. l'Académie de la Marine).
- Высший офицер Ордена Почётного легиона (фр. Ordre national de la Légion d’honneur).
- Именем Шарко названы пролив и гора на архипелаге Кергелен, а в честь его судна там же получили название мыс Пуркуа-Па в Антарктике и остров Пуркуа-Па[22].
- В 1952 году был открыт памятник Ж. Б. Шарко в Рейкьявике.

## Книги Шарко
- Voyage au pôle Sud (1903—1905), Librairie Gelly, 1971
- Le «Pourquoi pas?» dans l’Antarctique 1908—1910, Arthaud, Paris, 1996, ISBN 2-7003-1088-8
- La Mer du Groenland, GNGL Productions, 1998 ISBN|2-9133623-00-X